# Thorndale (Texas)
Pour les articles homonymes, voir Thorndale.
Thorndale est une ville située principalement dans le comté de Milam avec une petite partie dans le  comté de Williamson, au Texas, aux États-Unis,.

## Démographie
Lors du recensement de 2010, la ville comptait une population de 1 336 habitants. Elle est estimée, en 2017, à 1 300 habitants.